# إلهان شان
إلهان شان (ولد في 19 ديسمبر 1987)، ممثل وعارض أزياء تركي.

## أعماله
| التلفاز   | التلفاز                          | التلفاز           | التلفاز       | التلفاز    |
| --------- | -------------------------------- | ----------------- | ------------- | ---------- |
| سنة       | اسم                              | دور               | ملحوظات       | شبكة       |
| 2018      | محمد الفاتح فاتح العالم          | الأمير علاء الدين | ممثل مساعد    | كانال دي   |
| 2018      | شاهين هيل                        |                   | ممثل مساعد    | أي تي في   |
| 2019      | قطاع الطرق لا يحكمون العالم      |                   | ممثل مساعد    | أي تي في   |
| 2020      | رامو                             | نيجو              | ممثل مساعد    | شو تي في   |
| 2021      | لقد انتظرت وقتا طويلا بالنسبة لك | إيرول إرين        | ممثل مساعد    | ستار تي في |
| 2021-2022 | الحب والمنطق والانتقام           | اوزان الكرفالي    | الدور الرئيسي | ناو        |
| 2022      | وقت الحب                         | كريم أوغلو        | الدور الرئيسي | أي تي في   |
| 2023-2024 | الياقوت                          | أتيش جولسوي       | الدور الرئيسي | أي تي في   |